# Persontog
Persontog, også kaldet passagertog, er tog beregnet til persontransport. Togets indretning kan variere afhængigt af hvilken slags rejse det er beregnet til. På korte strækninger er det almindeligt med et stort antal sidde- og ståpladser, mens der til længere ture kan være spisevogne og sovevogne i toget.
| Jernbane | Spire Denne jernbaneartikel er en spire som bør udbygges. Du er velkommen til at hjælpe Wikipedia ved at udvide den. |